# مايكل فاغنر
مايكل فاغنر (بالألمانية: Michael Wagner)‏ (18 ديسمبر 1975 فيينا النمسا - ) هو لاعب كرة قدم نمساوي، يلعب كلاعب وسط.

## مسيرته

### مسيرته مع المنتخبات الوطنية
- 2002 - 2003 لعب مع منتخب النمسا لكرة القدم 10 مباريات.

### مسيرته مع الأندية
- 1994 - 1996 لعب مع أوستريا فيينا 46 مباراة سجل خلالها 6 أهداف.
- 1996 - 1997 لعب مع نادي فرايبورغ 16 مباراة.
- 1997 - 1997 لعب مع رابيد فيينا 31 مباراة سجل خلالها هدفين.
- 1997 - 1998 لعب مع رابيد فيينا 31 مباراة سجل خلالها هدفين.
- 1998 - 2005 لعب مع أوستريا فيينا 182 مباراة سجل خلالها 34 هدف.
- 2005 - 2006 لعب مع أدميرا فاكر مودلينغ 26 مباراة سجل خلالها هدفين.
- 2006 - 2007 لعب مع سوادورف [الإنجليزية]‏ 35 مباراة سجل خلالها 6 أهداف.

## روابط خارجية
- مايكل فاغنر على موقع قاعدة بيانات كرة القدم.إي يو (الإنجليزية)
- مايكل فاغنر على موقع ناشيونال فوتبول تيمز (الإنجليزية)
- مايكل فاغنر على موقع عالم كرة القدم.نت (الإنجليزية)